# Anya (cantante)
Anya Buxai, nota solo come Anya (Sibiu, 22 luglio 1986), è una cantante rumena.

## Biografia
È nata a Sibiu il 22 luglio 1986. Inizia a cantare fin dall'infanzia fino a quando nel 2002 entra a far parte della band Select, con cui collabora per due anni. Nel 2004 inizia la carriera da solista esibendosi in più di 300 concerti fino al 2008, solo negli Stati Uniti. In quell'anno entra a far parte della band Hi q. Il suo primo singolo è intitolato Lose you a cui seguono  Hello say hello e Asa-s Prietenii. Nel gennaio 2009 realizza, insieme al disc jockey e produttore discografico Jay Ko il singolo Crazy. L'anno successivo, nello stesso mese e sempre con Jay Ko pubblica il singolo One che in breve tempo diviene la canzone più suonata in Romania. Nello stesso anno lascia definitivamente gli Hi q per dedicarsi interamente alla collaborazione con Jay Ko. Firma infatti per l'etichetta discografica MediaProMusic e assume come agenzia manager l'Agenzia Star.

## Discografia

### Singoli
- Crazy
- One
- Beautiful World
- Your Voice
- Desire
- Trandafirii
- Fool Me
- Mary, Did You Know?
- Celebrate
- In Ochii Mei